# Jan Polański
Jan Polański, łem. Іван Полянскiй (ur. 20 stycznia 1888 w Banicy, zm. 6 listopada 1978 w Rogach pow. Niemodlin) – łemkowski duchowny greckokatolicki.

## Życiorys
Uczęszczał do szkoły powszechnej w Gorlicach, a następnie w Nowym Sączu. W 1911 zdał egzamin dojrzałości w C. K. Gimnazjum Męskim w Sanoku (w jego klasie byli m.in. Stanisław Biega, Stefan Lewicki, Józef Premik, Kazimierz Swoszowski, Paweł Wiktor, Edward Zegarski). W październiku tego samego roku rozpoczął studia teologiczne na Uniwersytecie Jana Kazimierza we Lwowie. 8 września 1914 r. został aresztowany przez władze austro-węgierskie pod zarzutem szerzenia prorosyjskiej propagandy i osadzony w obozie w Talerhofie. Obozowe przeżycia, jak też przykrości których – jako Łemko – doznał w lwowskim seminarium spowodowały, że stał się zdecydowanym zwolennikiem poglądów pansłowiańskich. Po wyjściu na wolność wstąpił do Greckokatolickiego Seminarium Duchownego w Przemyślu. Wyświęcony został 19 grudnia 1916 r. w Starym Samborze przez ordynariusza diecezji stanisławowskiej bp. Grzegorza Chomyszyna; celebs.
Po święceniach administrator w Tuligłowach pow. Mościska (1916–1918), a następnie administrator (1918–1922) i proboszcz (1922–1936) w Smolniku pow. Lesko. W miejscowości tej gdzie też pełnił też szereg funkcji publicznych.
27 lutego 1935 r. mianowany kanclerzem i referentem Kurii nowo utworzonej Apostolskiej Administracji Łemkowszczyzny, stając się jednym z najbliższych współpracowników administratora AAŁ ks. Bazylego Maściucha. Oprócz pełnienia powyższych funkcji był proboszczem Wróblika Królewskiego pow. Krosno (od 1936 r.). Po niespodziewanej śmierci ks. Maściucha kierował sprawami AAŁ, mianowany regentem AAŁ. Funkcję tę pełnił do mianowania nowego administratora w osobie ks. Jakuba Medweckiego.
W okresie okupacji niemieckiej ks. Polański, jako zwolennik poglądów starorusińskich, był podejrzliwie traktowany przez władze i kilkakrotnie zatrzymywany przez gestapo. W 1941 r. był przez krótki okres – razem z innymi duchownymi podejrzewanymi o podobne sympatie więziony w areszcie w Nowym Sączu i Jaśle (przez trzy miesiące), a następnie internowany w Kielcach, gdzie przebywał do marca 1945 r., gdy powrócił do Wróblika Królewskiego. Kilka miesięcy później mianowany administratorem w Czyrnej pow. Nowy Sącz.
Uzyskawszy pod koniec 1945 r. od prymasa Augusta Hlonda indult na odprawianie nabożeństw w obrządku łacińskim, w styczniu 1946 r. wyjechał na terytorium wrocławskiej administracji apostolskiej, gdzie był proboszczem w kilku miejscowościach. Sporadycznie odprawiał też nabożeństwa żałobne za zmarłych grekokatolików, starając się jednocześnie o zgodę na sprawowanie liturgii w obrządku wschodnim. Jako pierwszy ksiądz greckokatolicki zaczął po wojnie sprawować liturgię w tym obrządku w parafii Rudna. Prawdopodobnie właśnie z tego powodu, być może pod naciskiem władz, został jednak usunięty i przeniesiony do diecezji opolskiej przez krótki okres zastępował proboszczów łacińskich w trzech parafiach, w 1953 r. został administratorem (a później proboszczem) w Rogach pow. Niemodlin.
Władze komunistyczne przychylnie oceniały ks. Polańskiego. Był on sekretarzem gminnego koła Komitetu Obrońców Pokoju i członkiem zarządu powiatowego tej organizacji, a także członkiem Komisji Księży przy Związku Bojowników o Wolność i Demokrację. W latach pięćdziesiątych publicznie zabierał kilkakrotnie głos na różnego rodzaju zebraniach popierając linię partii i władz, o czym donosiła miejscowa prasa i z czego musiał się tłumaczyć we wrocławskiej Kurii.
Autor historii Łemkowszyzny wydanej w USA pod pseudonimem (I. F. Lemkyn, Istoria Lemkovyny – История Лемковины (ang), Yonkers 1969) oraz niepublikowanych wspomnień (J. Polański, Ciernista droga kapłana, Rogi Niemodlińskie 1972, mps).
Zmarł w Rogach Niemodlińskich i tam został pochowany.

## Literatura
- Archiwum Państwowe w Przemyślu, Administracja Apostolska Łemkowszczyny, sygn. 110: Akta osobowe ks. J. Polańskiego.
- J. Polański, Ciernista droga kapłana, Rogi Niemodlińskie 1972 (mps).
- A. Putko-Stech, Ukrajinśki swjaszczenyky Zakerzonnia. Chronika represji, Lwiw 2007, s.  306–307.
- „Gazeta Robotnicza”, nr 237, 22 VIII 1949 r.